# Wilm Hosenfeld
Wilhelm Adalbert Hosenfeld (Hünfeld, 2 maggio 1895 – Stalingrado, 13 agosto 1952) è stato un militare tedesco, che servì nella Wehrmacht durante il secondo conflitto mondiale.
Prima della guerra era un insegnante e salì i ranghi dell'esercito fino a diventare Hauptmann (Capitano). Aiutò a nascondere o salvare molti polacchi, anche ebrei, nella Polonia occupata dai nazisti, e aiutò tra gli altri il pianista e compositore ebreo-polacco Władysław Szpilman, nascosto nelle rovine di Varsavia durante gli ultimi mesi del 1944. Fu catturato dall'Armata Rossa e morì prigioniero dei sovietici nel 1952. Szpilman racconta il suo gesto nella sua autobiografia, Il pianista, che ha avuto una trasposizione cinematografica dal titolo omonimo diretta da Roman Polański.
Nel film è rappresentato come il capitano tedesco che salva la vita al pianista ebreo verso la fine del conflitto. Se nella pellicola Hosenfeld è ritratto come un uomo distaccato, che sembra convincersi a salvare la vita del musicista soltanto perché stupito dalla sua abilità nel suonare il pianoforte, Szpilman, invece, lo tratteggia nel suo libro quale uomo di poche parole ma molto più umano, riflessivo e sensibile, sottolineando, peraltro, la sua volontà di salvargli la vita anche dopo aver appreso delle sue origini ebraiche e prima ancora che si capacitasse delle sue abilità musicali.
Nell'ottobre del 2007 Hosenfeld fu onorato postumamente dal presidente della Polonia Lech Kaczyński con una Croce di commendatore dell'ordine della Polonia restituta. Nel giugno del 2009 Hosenfeld fu riconosciuto anche nello Yad Vashem, il memoriale ufficiale d'Israele per le vittime dell'Olocausto, come uno dei Giusti tra le nazioni.

## Biografia

### Giovinezza e grande guerra
Hosenfeld nacque in una famiglia di un devoto preside cattolico vicino a Fulda. Durante l'istruzione ricevette un insegnamento cattolico e gli fu rimarcata l'importanza della carità. Fu influenzato dall'Azione Cattolica e il servizio sociale ecclesiastico, ma anche dall'obbedienza prussiana, dal patriottismo tedesco e dal pacifismo della moglie, Annemarie. Fu inoltre influenzato dai membri del Wandervogel, un movimento giovanile pioniere del naturismo. Dal 1914, fu attivo nella prima guerra mondiale e, dopo essere stato gravemente ferito nel 1917, ricevette la Croce di Ferro di seconda classe.

### Seconda guerra mondiale

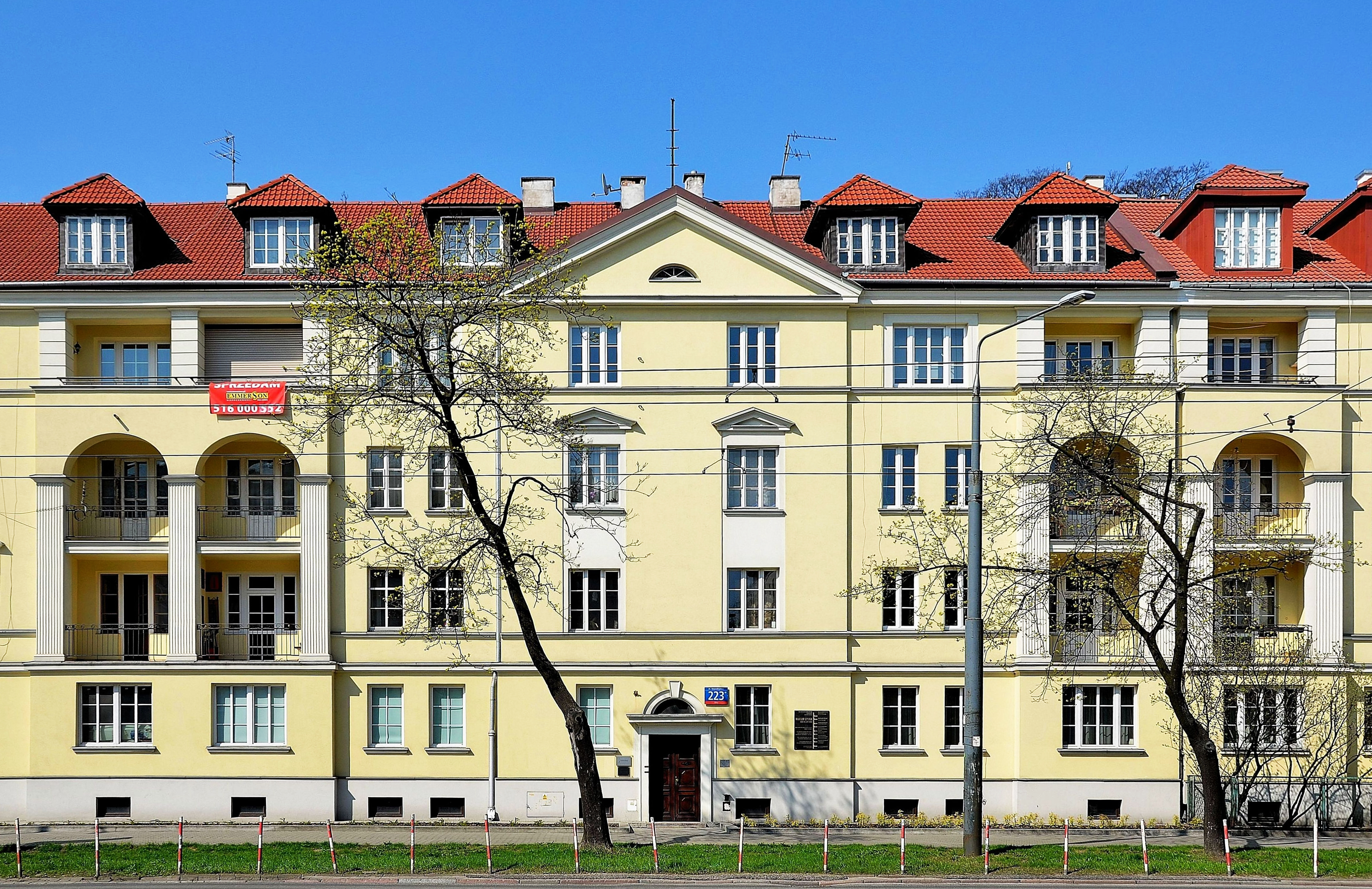
Casa all'indirizzo 223 Aleja [viale] Niepodległości di Varsavia dove Wilm Hosenfeld aiutò Władysław Szpilman

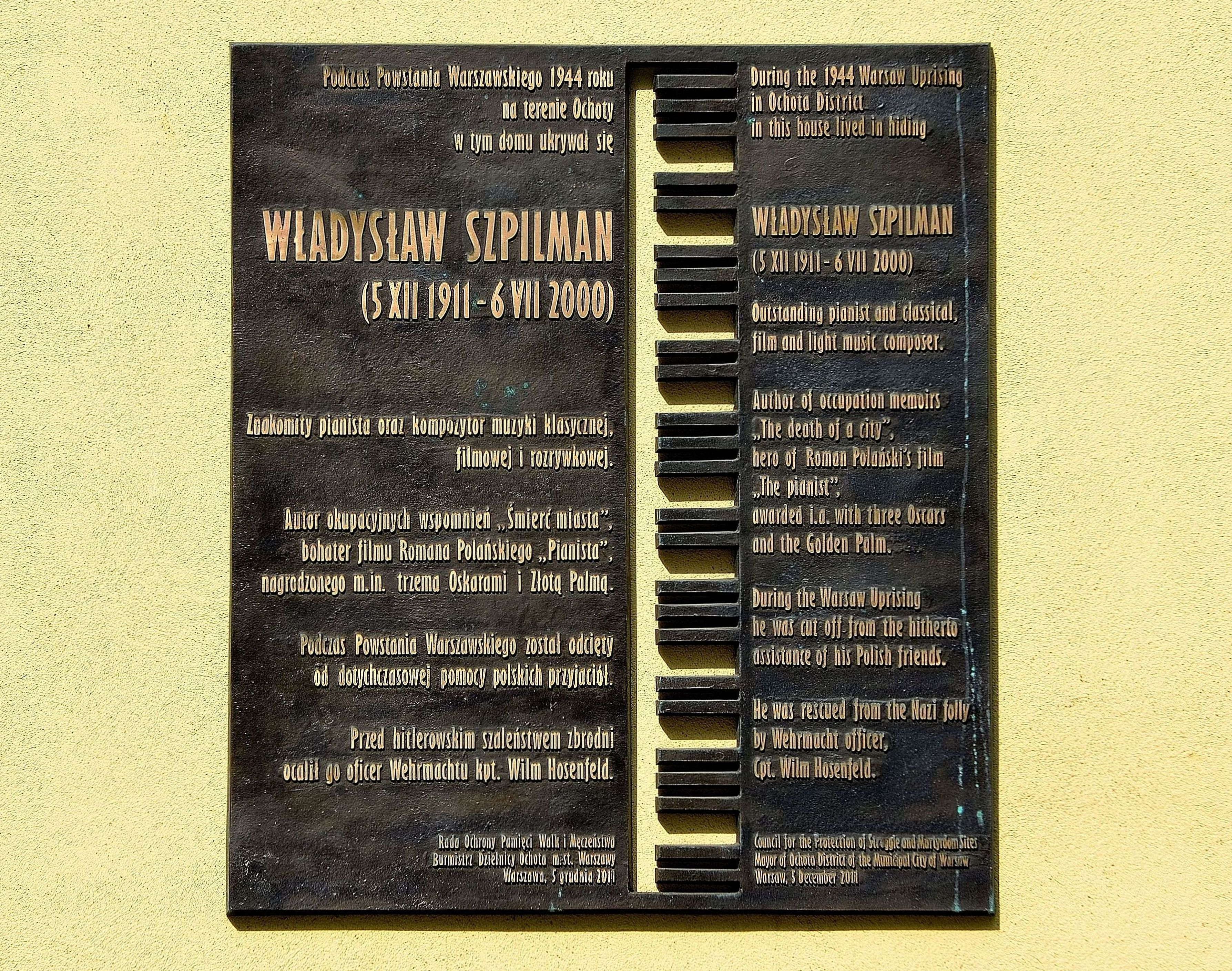
Placca commemorativa sull'edificio

Hosenfeld entrò nella Wehrmacht nell'agosto del 1939 e fu dislocato in Polonia da metà settembre 1939 fino alla sua cattura da parte dei sovietici il 17 gennaio 1945. La sua iniziale destinazione fu Pabianice, dove fu coinvolto nella costruzione e nella gestione di un campo per prigionieri di guerra. A dicembre 1939, si spostò a Węgrów, dove rimase fino a quando il suo battaglione fu spostato a 30 km di distanza da Jadów alla fine del maggio seguente. Fu infine trasferito a Varsavia nel luglio 1940, dove trascorse il resto della guerra, legato al Wach-Bataillon 660, parte del Wach-Regiment Warschau (reggimento di Varsavia).
Membro del partito nazista dal 1935, con il tempo rimase disilluso dal partito e dalle sue politiche, specialmente vedendo come venivano trattati i polacchi e soprattutto gli ebrei. Insieme a molti compagni dell'esercito tedesco, provò empatia per i polacchi occupati; vergognandosi di ciò che facevano i propri compatrioti, decisero di offrire aiuto quando possibile.
Hosenfeld diventò amico di molti polacchi e cercò persino di imparare la lingua. Assisteva alle messe, riceveva l'eucaristia, e si confessava nelle chiese polacche, nonostante fosse proibito. Cominciò ad aiutare i polacchi già dall'autunno del 1939 quando, contro il protocollo, permise ai prigionieri di guerra polacchi di vedere le proprie famiglie e spinse con successo per il rilascio di almeno uno di questi. Durante il suo periodo in Varsavia, Hosenfeld sfruttò la sua posizione per dare rifugio alle persone, a prescindere dalla propria estrazione (tra i quali almeno un tedesco anti-nazista perseguitato) anche a rischio di arresto da parte della Gestapo, a volte dando la documentazione necessaria e lavori presso lo stadio che era sotto la sua supervisione.
Il 17 gennaio 1945, Hosenfeld si arrese ai sovietici a Błonie, una piccola città polacca a circa 30 km a ovest di Varsavia, con gli uomini di una compagnia della Wehrmacht che stava guidando.

### Prigionia e morte
Fu condannato a 25 anni di lavori forzati per crimini di guerra, pena basata sulla sua unità militare d'appartenenza. In una lettera del 1946 alla moglie in Germania Ovest, Hosenfeld scrisse i nomi degli ebrei che aveva salvato e la pregò di contattarli per chieder loro di organizzare il suo rilascio. Nel 1950, Szpilman conobbe il nome dell'ufficiale tedesco che lo aiutò.
Dopo molte ricerche, Szpilman chiese l'intercessione di un uomo che in privato considerava «un bastardo», Jakub Berman, il capo della polizia segreta polacca. Molti giorni dopo, Berman visitò Szpilman e disse che non c'era nulla che potesse fare. Aggiunse, «se il tuo tedesco fosse ancora in Polonia, allora potremmo portarlo via. Ma i nostri compagni in Unione Sovietica non lo lasciano andare. Dicono che il tuo ufficiale apparteneva a un distaccamento coinvolto nello spionaggio – quindi non c'è niente che possiamo fare come polacchi, e io non ho potere».
Szpilman non credette a Berman. In un'intervista con Wolf Biermann, Szpilman descrisse Berman come «potente sotto la grazia di Stalin», «il peggior criminale di tutti, e non ha portato a nulla di buono». Hosenfeld morì il 13 agosto 1952 intorno alle 10:00 del mattino, per rottura dell'aorta toracica, probabilmente mentre era sottoposto a tortura in un campo di lavoro presso Stalingrado.

## Commemorazioni
- Il figlio di Szpilman, Andrzej, ha lungamente chiesto che lo Yad Vashem annoverasse Hosenfeld fra i Giusti tra le nazioni,[2][10] riconoscimento attribuito a persone non-ebree che rischiarono la vita per salvare degli ebrei durante la guerra. Il 16 febbraio 2009 lo Yad Vashem dichiarò che Hosenfeld sarebbe stato postumamente riconosciuto come Giusto tra le nazioni.[11] Il 19 giugno 2009, a Berlino, diplomatici israeliani presentarono al figlio di Hosenfeld, Detlev, il riconoscimento.[12]
- Ne Il pianista, film del 2002 tratto dall'omonima autobiografia di Szpilman, il regista Roman Polanski rappresentò il salvataggio di Szpilman da parte di Hosenfeld, interpretato da Thomas Kretschmann.
- Nell'ottobre del 2007 Hosenfeld fu onorato postumamente dal presidente della Polonia Lech Kaczyński con una Croce di commendatore dell'ordine della Polonia restituta.[13]
- Il 4 dicembre 2011 fu posta una placca commemorativa all'indirizzo 223 Niepodległości Avenue a Varsavia, luogo in cui Hosenfeld scoprì Szpilman, in presenza della figlia di Hosenfeld, Jorinde.[14]